# 哥倫比亞東部山脈

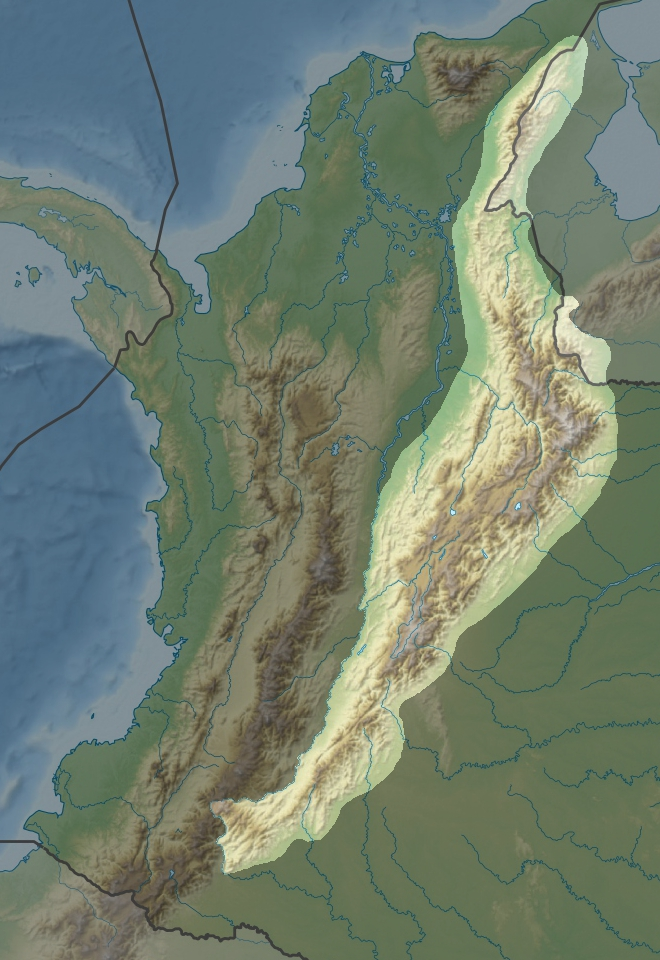

哥倫比亞東部山脈（西班牙語：Cordillera Oriental），是哥倫比亞的山脈，屬於安第斯山脈的一部分，全長1,200公里，面積144,252平方公里，最高點是海拔高度5,410米的白里塔庫巴峰。